# Santa Marcellina
Santa Marcellina (Treviri, 330 circa – Milano, 400 circa) sorella maggiore di Ambrogio e di Satiro, si dedicò alla preghiera e alle opere di carità. È venerata come santa dalla Chiesa cattolica.

## Biografia
Figlia del prefetto di Gallia, dopo la morte prematura del padre si occupò dell'educazione dei fratelli. Nel Natale del 353,  in San Pietro a Roma, ricevette il velo delle vergini dalle mani di papa Liberio, che fece in proposito un discorso riportato da sant'Ambrogio nel trattato De virginibus, dedicato proprio alla sorella.
Nel 374 è attestata a Roma, dove conduceva vita monastica insieme a un'altra vergine; in quell'anno ricevette la visita del fratello, appena nominato vescovo.
Condusse una vita dedicata allo studio, alla preghiera e alle opere di carità. Dopo la morte di Ambrogio, fornì a Paolino, il biografo del fratello, numerose informazioni.
La sua fama è dovuta al ritratto che ne fa il fratello nel De virginibus e nel libro I del De excessu fratris; in un periodo come quello degli inizi dell'episcopato, in cui la predicazione di Ambrogio era fortemente centrata sulla vita ascetica, l'esempio della sorella gli permise di guadagnare autorevolezza presso la sua nuova diocesi. Fu inoltre destinataria di tre importanti lettere del fratello, relative al contrasto tra Ambrogio e l'imperatrice Giustina sull'assegnazione della Basilica porziana, sul ritrovamento delle reliquie dei santi Gervasio e Protasio, e sull'umiliazione inflitta da Ambrogio all'imperatore Teodosio I dopo gli eventi di Callinico; se all'epoca di queste lettere Marcellina risiedeva ancora a Roma, è evidente come l'averle indirizzate queste tre importanti comunicazioni potesse essere utile allo scaltro vescovo milanese per diffondere anche nell'antica capitale le sue ragioni.
Le è intitolata la congregazione delle Suore di Santa Marcellina, fondata nel 1838 da Luigi Biraghi e da Marina Videmari per l'istruzione delle giovani di elevata condizione sociale.
Il suo elogio si legge nel Martirologio Romano al 17 luglio.